# Lista di asteroidi (707001-708000)
Di seguito una lista di asteroidi dal numero 707001  al 708000 con data di scoperta e scopritore.

## 707001–707100
| Nome   | Designazione provvisoria | Data di scoperta  | Scopritore                   |
| ------ | ------------------------ | ----------------- | ---------------------------- |
| 707001 | 2010 YF7                 | 25 dicembre 2010  | Mount Lemmon Survey          |
| 707002 | 2011 AZ2                 | 3 gennaio 2011    | Spacewatch                   |
| 707003 | 2011 AQ4                 | 29 luglio 2008    | Mount Lemmon Survey          |
| 707004 | 2011 AA6                 | 3 gennaio 2011    | Z. Kuli, K. Sárneczky        |
| 707005 | 2011 AW7                 | 2 gennaio 2011    | Mount Lemmon Survey          |
| 707006 | 2011 AX7                 | 2 gennaio 2011    | Mount Lemmon Survey          |
| 707007 | 2011 AF8                 | 31 gennaio 2006   | Spacewatch                   |
| 707008 | 2011 AM15                | 10 dicembre 2010  | Mount Lemmon Survey          |
| 707009 | 2011 AH19                | 7 gennaio 2011    | W. G. Dillon                 |
| 707010 | 2011 AV22                | 20 agosto 2009    | Spacewatch                   |
| 707011 | 2011 AQ25                | 15 novembre 2010  | Mount Lemmon Survey          |
| 707012 | 2011 AR25                | 17 gennaio 2004   | Spacewatch                   |
| 707013 | 2011 AO27                | 9 gennaio 2011    | Spacewatch                   |
| 707014 | 2011 AJ28                | 2 gennaio 2011    | Mount Lemmon Survey          |
| 707015 | 2011 AX33                | 10 gennaio 2011   | Spacewatch                   |
| 707016 | 2011 AR36                | 12 gennaio 2011   | Mount Lemmon Survey          |
| 707017 | 2011 AG38                | 8 gennaio 2011    | Spacewatch                   |
| 707018 | 2011 AH41                | 10 gennaio 2011   | Mount Lemmon Survey          |
| 707019 | 2011 AR42                | 10 gennaio 2011   | Mount Lemmon Survey          |
| 707020 | 2011 AE44                | 10 gennaio 2011   | Spacewatch                   |
| 707021 | 2011 AT44                | 10 gennaio 2011   | Spacewatch                   |
| 707022 | 2011 AZ49                | 13 gennaio 2011   | Mount Lemmon Survey          |
| 707023 | 2011 AD50                | 13 gennaio 2011   | Mount Lemmon Survey          |
| 707024 | 2011 AG58                | 24 agosto 2001    | Spacewatch                   |
| 707025 | 2011 AN58                | 12 gennaio 2011   | Mount Lemmon Survey          |
| 707026 | 2011 AB64                | 6 dicembre 2010   | Mount Lemmon Survey          |
| 707027 | 2011 AO67                | 18 novembre 2006  | Spacewatch                   |
| 707028 | 2011 AC71                | 14 gennaio 2011   | Mount Lemmon Survey          |
| 707029 | 2011 AM71                | 14 gennaio 2011   | Mount Lemmon Survey          |
| 707030 | 2011 AD72                | 1 gennaio 2011    | T. V. Kryachko, B. Satovskij |
| 707031 | 2011 AS73                | 5 dicembre 2010   | Spacewatch                   |
| 707032 | 2011 AZ73                | 12 ottobre 2006   | NEAT                         |
| 707033 | 2011 AP74                | 8 gennaio 2011    | Spacewatch                   |
| 707034 | 2011 AK76                | 4 gennaio 2011    | Mount Lemmon Survey          |
| 707035 | 2011 AH78                | 15 gennaio 2011   | Mount Lemmon Survey          |
| 707036 | 2011 AJ78                | 14 gennaio 2011   | Mount Lemmon Survey          |
| 707037 | 2011 AK79                | 9 gennaio 2011    | Mount Lemmon Survey          |
| 707038 | 2011 AT79                | 11 gennaio 2011   | Spacewatch                   |
| 707039 | 2011 AG81                | 14 gennaio 2011   | Spacewatch                   |
| 707040 | 2011 AA83                | 14 gennaio 2011   | Spacewatch                   |
| 707041 | 2011 AZ83                | 14 gennaio 2011   | Mount Lemmon Survey          |
| 707042 | 2011 AD84                | 9 gennaio 2011    | Mount Lemmon Survey          |
| 707043 | 2011 AH84                | 10 gennaio 2011   | Mount Lemmon Survey          |
| 707044 | 2011 AT84                | 10 gennaio 2011   | Mount Lemmon Survey          |
| 707045 | 2011 AZ84                | 14 maggio 2012    | Mount Lemmon Survey          |
| 707046 | 2011 AC85                | 9 gennaio 2011    | R. Holmes                    |
| 707047 | 2011 AN85                | 14 agosto 2013    | Pan-STARRS                   |
| 707048 | 2011 AK87                | 2 gennaio 2011    | Mount Lemmon Survey          |
| 707049 | 2011 AO89                | 8 gennaio 2011    | Mount Lemmon Survey          |
| 707050 | 2011 AE91                | 2 gennaio 2011    | Mount Lemmon Survey          |
| 707051 | 2011 AG91                | 20 maggio 2018    | Pan-STARRS                   |
| 707052 | 2011 AM92                | 1 gennaio 2012    | Mount Lemmon Survey          |
| 707053 | 2011 AY93                | 5 dicembre 2010   | Mount Lemmon Survey          |
| 707054 | 2011 AS94                | 14 gennaio 2011   | Mount Lemmon Survey          |
| 707055 | 2011 AG95                | 14 gennaio 2011   | Mount Lemmon Survey          |
| 707056 | 2011 AL95                | 14 gennaio 2011   | Spacewatch                   |
| 707057 | 2011 AM95                | 12 gennaio 2011   | Spacewatch                   |
| 707058 | 2011 AY97                | 12 gennaio 2011   | Mount Lemmon Survey          |
| 707059 | 2011 AA99                | 2 gennaio 2011    | Mount Lemmon Survey          |
| 707060 | 2011 AC100               | 4 gennaio 2011    | Mount Lemmon Survey          |
| 707061 | 2011 AU100               | 11 gennaio 2011   | Mount Lemmon Survey          |
| 707062 | 2011 AR104               | 14 gennaio 2011   | Mount Lemmon Survey          |
| 707063 | 2011 AC106               | 14 gennaio 2011   | Mount Lemmon Survey          |
| 707064 | 2011 AU109               | 13 gennaio 2011   | Mount Lemmon Survey          |
| 707065 | 2011 AF110               | 14 gennaio 2011   | Mount Lemmon Survey          |
| 707066 | 2011 BW                  | 7 novembre 2005   | Osservatorio di Mauna Kea    |
| 707067 | 2011 BO1                 | 7 luglio 2005     | Mauna Kea Obs.               |
| 707068 | 2011 BO3                 | 5 dicembre 2010   | Mount Lemmon Survey          |
| 707069 | 2011 BB4                 | 1 novembre 2006   | Spacewatch                   |
| 707070 | 2011 BJ4                 | 25 dicembre 2005  | Mount Lemmon Survey          |
| 707071 | 2011 BN4                 | 16 gennaio 2011   | Mount Lemmon Survey          |
| 707072 | 2011 BO4                 | 16 gennaio 2011   | Mount Lemmon Survey          |
| 707073 | 2011 BT4                 | 16 gennaio 2011   | Mount Lemmon Survey          |
| 707074 | 2011 BH5                 | 16 gennaio 2011   | Mount Lemmon Survey          |
| 707075 | 2011 BQ13                | 3 novembre 2004   | Spacewatch                   |
| 707076 | 2011 BP14                | 30 aprile 2001    | Spacewatch                   |
| 707077 | 2011 BK17                | 10 gennaio 2011   | Spacewatch                   |
| 707078 | 2011 BX20                | 16 gennaio 2011   | Mount Lemmon Survey          |
| 707079 | 2011 BE21                | 23 gennaio 2011   | Mount Lemmon Survey          |
| 707080 | 2011 BH21                | 23 gennaio 2011   | Mount Lemmon Survey          |
| 707081 | 2011 BF25                | 21 dicembre 2006  | W. K. Y. Yeung               |
| 707082 | 2011 BF29                | 8 gennaio 2011    | Mount Lemmon Survey          |
| 707083 | 2011 BW30                | 26 gennaio 2011   | Mount Lemmon Survey          |
| 707084 | 2011 BA31                | 8 febbraio 2003   | C. Barbieri                  |
| 707085 | 2011 BB35                | 14 gennaio 2011   | Spacewatch                   |
| 707086 | 2011 BO35                | 28 gennaio 2011   | Mount Lemmon Survey          |
| 707087 | 2011 BX35                | 28 gennaio 2011   | Mount Lemmon Survey          |
| 707088 | 2011 BB37                | 28 agosto 2009    | Spacewatch                   |
| 707089 | 2011 BJ38                | 28 gennaio 2011   | Mount Lemmon Survey          |
| 707090 | 2011 BJ41                | 30 gennaio 2011   | Z. Kuli, K. Sárneczky        |
| 707091 | 2011 BS42                | 30 gennaio 2011   | Z. Kuli, K. Sárneczky        |
| 707092 | 2011 BZ42                | 30 gennaio 2011   | Z. Kuli, K. Sárneczky        |
| 707093 | 2011 BM44                | 26 gennaio 2011   | CSS                          |
| 707094 | 2011 BO45                | 28 febbraio 2006  | CSS                          |
| 707095 | 2011 BF48                | 31 gennaio 2011   | Z. Kuli, K. Sárneczky        |
| 707096 | 2011 BS48                | 31 gennaio 2011   | Z. Kuli, K. Sárneczky        |
| 707097 | 2011 BC58                | 6 settembre 2008  | Mount Lemmon Survey          |
| 707098 | 2011 BW65                | 27 gennaio 2011   | L. Elenin                    |
| 707099 | 2011 BE66                | 28 settembre 2009 | Mount Lemmon Survey          |
| 707100 | 2011 BA70                | 21 ottobre 2006   | Mount Lemmon Survey          |

## 707101–707200
| Nome   | Designazione provvisoria | Data di scoperta  | Scopritore                 |
| ------ | ------------------------ | ----------------- | -------------------------- |
| 707101 | 2011 BE71                | 29 gennaio 2011   | Spacewatch                 |
| 707102 | 2011 BL72                | 5 febbraio 2011   | Pan-STARRS                 |
| 707103 | 2011 BA73                | 30 gennaio 2011   | Pan-STARRS                 |
| 707104 | 2011 BH74                | 14 settembre 2009 | CSS                        |
| 707105 | 2011 BH75                | 20 dicembre 2004  | Mount Lemmon Survey        |
| 707106 | 2011 BR82                | 10 gennaio 2011   | Mount Lemmon Survey        |
| 707107 | 2011 BQ83                | 26 gennaio 2011   | CSS                        |
| 707108 | 2011 BM84                | 8 dicembre 2010   | Mount Lemmon Survey        |
| 707109 | 2011 BD85                | 29 gennaio 2011   | L. Elenin                  |
| 707110 | 2011 BU86                | 27 gennaio 2011   | Mount Lemmon Survey        |
| 707111 | 2011 BX87                | 4 febbraio 2006   | Spacewatch                 |
| 707112 | 2011 BU89                | 16 gennaio 2004   | Spacewatch                 |
| 707113 | 2011 BL90                | 7 luglio 2005     | Osservatorio di Mauna Kea  |
| 707114 | 2011 BJ92                | 28 gennaio 2011   | Mount Lemmon Survey        |
| 707115 | 2011 BZ92                | 28 gennaio 2011   | Mount Lemmon Survey        |
| 707116 | 2011 BD97                | 29 gennaio 2011   | Mount Lemmon Survey        |
| 707117 | 2011 BX98                | 19 ottobre 2006   | Mount Lemmon Survey        |
| 707118 | 2011 BL100               | 1 marzo 2011      | CSS                        |
| 707119 | 2011 BM102               | 12 gennaio 2011   | Mount Lemmon Survey        |
| 707120 | 2011 BO102               | 23 gennaio 2011   | Mount Lemmon Survey        |
| 707121 | 2011 BT103               | 27 gennaio 2011   | Mount Lemmon Survey        |
| 707122 | 2011 BB104               | 24 maggio 2001    | SDSS Collaboration         |
| 707123 | 2011 BE104               | 5 febbraio 2000   | Spacewatch                 |
| 707124 | 2011 BU109               | 19 settembre 1998 | SDSS Collaboration         |
| 707125 | 2011 BK111               | 6 marzo 2011      | Mount Lemmon Survey        |
| 707126 | 2011 BP111               | 5 febbraio 2011   | Pan-STARRS                 |
| 707127 | 2011 BF112               | 6 settembre 2008  | Spacewatch                 |
| 707128 | 2011 BP112               | 5 febbraio 2011   | Pan-STARRS                 |
| 707129 | 2011 BJ116               | 7 aprile 2008     | Spacewatch                 |
| 707130 | 2011 BT119               | 26 settembre 2003 | SDSS Collaboration         |
| 707131 | 2011 BC120               | 28 gennaio 2011   | Mount Lemmon Survey        |
| 707132 | 2011 BQ120               | 2 marzo 2006      | Mount Lemmon Survey        |
| 707133 | 2011 BS120               | 14 gennaio 2011   | Spacewatch                 |
| 707134 | 2011 BW121               | 11 febbraio 2011  | Mount Lemmon Survey        |
| 707135 | 2011 BX122               | 1 dicembre 2005   | L. H. Wasserman, R. Millis |
| 707136 | 2011 BH123               | 4 ottobre 2006    | Mount Lemmon Survey        |
| 707137 | 2011 BC124               | 7 febbraio 2011   | Mount Lemmon Survey        |
| 707138 | 2011 BK124               | 8 febbraio 2011   | Mount Lemmon Survey        |
| 707139 | 2011 BP126               | 27 gennaio 2011   | Mount Lemmon Survey        |
| 707140 | 2011 BL127               | 27 gennaio 2011   | Spacewatch                 |
| 707141 | 2011 BD128               | 29 luglio 2008    | Mount Lemmon Survey        |
| 707142 | 2011 BM128               | 28 luglio 2009    | Spacewatch                 |
| 707143 | 2011 BJ129               | 20 settembre 2003 | Spacewatch                 |
| 707144 | 2011 BR129               | 28 gennaio 2011   | Mount Lemmon Survey        |
| 707145 | 2011 BP130               | 28 gennaio 2011   | Mount Lemmon Survey        |
| 707146 | 2011 BD131               | 28 gennaio 2011   | Mount Lemmon Survey        |
| 707147 | 2011 BH131               | 28 gennaio 2011   | Mount Lemmon Survey        |
| 707148 | 2011 BY131               | 28 gennaio 2011   | Mount Lemmon Survey        |
| 707149 | 2011 BK132               | 28 gennaio 2011   | Mount Lemmon Survey        |
| 707150 | 2011 BJ135               | 16 gennaio 2011   | Mount Lemmon Survey        |
| 707151 | 2011 BM137               | 16 gennaio 2011   | Mount Lemmon Survey        |
| 707152 | 2011 BS139               | 29 gennaio 2011   | Mount Lemmon Survey        |
| 707153 | 2011 BL140               | 29 gennaio 2011   | Mount Lemmon Survey        |
| 707154 | 2011 BG142               | 6 settembre 2008  | Mount Lemmon Survey        |
| 707155 | 2011 BJ143               | 29 gennaio 2011   | Mount Lemmon Survey        |
| 707156 | 2011 BB145               | 2 febbraio 2006   | Spacewatch                 |
| 707157 | 2011 BH146               | 25 luglio 2003    | NEAT                       |
| 707158 | 2011 BS146               | 29 gennaio 2011   | Mount Lemmon Survey        |
| 707159 | 2011 BH150               | 29 gennaio 2011   | Mount Lemmon Survey        |
| 707160 | 2011 BN151               | 29 gennaio 2011   | Mount Lemmon Survey        |
| 707161 | 2011 BE152               | 29 gennaio 2011   | Mount Lemmon Survey        |
| 707162 | 2011 BA157               | 23 novembre 2006  | Spacewatch                 |
| 707163 | 2011 BE160               | 29 gennaio 2011   | Mount Lemmon Survey        |
| 707164 | 2011 BM160               | 29 gennaio 2011   | Mount Lemmon Survey        |
| 707165 | 2011 BQ161               | 21 maggio 2012    | Pan-STARRS                 |
| 707166 | 2011 BO163               | 16 gennaio 2011   | Mount Lemmon Survey        |
| 707167 | 2011 BF164               | 25 febbraio 2006  | Mount Lemmon Survey        |
| 707168 | 2011 BB165               | 10 febbraio 2011  | Mount Lemmon Survey        |
| 707169 | 2011 BP166               | 28 gennaio 2011   | Mount Lemmon Survey        |
| 707170 | 2011 BN167               | 6 marzo 2011      | Mount Lemmon Survey        |
| 707171 | 2011 BQ167               | 6 marzo 2011      | Mount Lemmon Survey        |
| 707172 | 2011 BO169               | 9 ottobre 2008    | Mount Lemmon Survey        |
| 707173 | 2011 BQ169               | 13 febbraio 2011  | Mount Lemmon Survey        |
| 707174 | 2011 BA171               | 7 ottobre 2013    | Spacewatch                 |
| 707175 | 2011 BK171               | 30 gennaio 2011   | Mount Lemmon Survey        |
| 707176 | 2011 BT171               | 25 gennaio 2011   | Mount Lemmon Survey        |
| 707177 | 2011 BA172               | 1 aprile 2012     | Mount Lemmon Survey        |
| 707178 | 2011 BG172               | 25 luglio 2014    | Pan-STARRS                 |
| 707179 | 2011 BM172               | 30 gennaio 2011   | Pan-STARRS                 |
| 707180 | 2011 BP172               | 21 aprile 2012    | Pan-STARRS                 |
| 707181 | 2011 BV172               | 10 febbraio 2011  | Mount Lemmon Survey        |
| 707182 | 2011 BB173               | 30 gennaio 2011   | Pan-STARRS                 |
| 707183 | 2011 BR173               | 23 agosto 2014    | Pan-STARRS                 |
| 707184 | 2011 BY174               | 8 febbraio 2011   | Mount Lemmon Survey        |
| 707185 | 2011 BE175               | 13 ottobre 1998   | Spacewatch                 |
| 707186 | 2011 BH175               | 12 febbraio 2011  | Mount Lemmon Survey        |
| 707187 | 2011 BX175               | 30 gennaio 2011   | Mount Lemmon Survey        |
| 707188 | 2011 BW176               | 14 luglio 2013    | Pan-STARRS                 |
| 707189 | 2011 BA178               | 25 gennaio 2011   | Spacewatch                 |
| 707190 | 2011 BH179               | 5 febbraio 2011   | Pan-STARRS                 |
| 707191 | 2011 BK181               | 11 febbraio 2011  | Mount Lemmon Survey        |
| 707192 | 2011 BL181               | 21 marzo 2017     | Pan-STARRS                 |
| 707193 | 2011 BN181               | 16 marzo 2012     | Mount Lemmon Survey        |
| 707194 | 2011 BR181               | 21 ottobre 2014   | Mount Lemmon Survey        |
| 707195 | 2011 BF182               | 23 gennaio 2011   | Mount Lemmon Survey        |
| 707196 | 2011 BJ182               | 5 marzo 2017      | Pan-STARRS                 |
| 707197 | 2011 BX182               | 19 maggio 2018    | Pan-STARRS                 |
| 707198 | 2011 BA183               | 26 gennaio 2011   | Mount Lemmon Survey        |
| 707199 | 2011 BT183               | 2 settembre 2014  | Pan-STARRS                 |
| 707200 | 2011 BL184               | 8 febbraio 2011   | Mount Lemmon Survey        |

## 707201–707300
| Nome                  | Designazione provvisoria | Data di scoperta  | Scopritore                |
| --------------------- | ------------------------ | ----------------- | ------------------------- |
| 707201                | 2011 BR184               | 13 aprile 2018    | Pan-STARRS                |
| 707202                | 2011 BT186               | 27 gennaio 2011   | Mount Lemmon Survey       |
| 707203                | 2011 BS187               | 26 gennaio 2011   | Mount Lemmon Survey       |
| 707204                | 2011 BE188               | 23 agosto 2014    | Pan-STARRS                |
| 707205                | 2011 BK188               | 25 agosto 2014    | Pan-STARRS                |
| 707206                | 2011 BR188               | 31 gennaio 2016   | Pan-STARRS                |
| 707207                | 2011 BY188               | 29 gennaio 2011   | Mount Lemmon Survey       |
| 707208                | 2011 BE189               | 30 gennaio 2011   | Mount Lemmon Survey       |
| 707209                | 2011 BV190               | 8 gennaio 2016    | Pan-STARRS                |
| 707210                | 2011 BW190               | 5 febbraio 2011   | Pan-STARRS                |
| 707211                | 2011 BE191               | 14 dicembre 2015  | Pan-STARRS                |
| 707212                | 2011 BW192               | 16 gennaio 2004   | Spacewatch                |
| 707213                | 2011 BH194               | 28 gennaio 2011   | Mount Lemmon Survey       |
| 707214                | 2011 BP194               | 30 gennaio 2011   | Mount Lemmon Survey       |
| 707215                | 2011 BR194               | 28 gennaio 2011   | Mount Lemmon Survey       |
| 707216                | 2011 BV194               | 30 gennaio 2011   | Pan-STARRS                |
| 707217                | 2011 BG199               | 28 gennaio 2011   | Mount Lemmon Survey       |
| 707218                | 2011 BH199               | 30 gennaio 2011   | Mount Lemmon Survey       |
| 707219                | 2011 BX199               | 27 gennaio 2011   | Mount Lemmon Survey       |
| 707220                | 2011 BY200               | 28 gennaio 2017   | Pan-STARRS                |
| 707221                | 2011 BZ204               | 28 gennaio 2011   | Mount Lemmon Survey       |
| 707222                | 2011 BP208               | 30 gennaio 2011   | Pan-STARRS                |
| 707223                | 2011 BD209               | 27 gennaio 2011   | Mount Lemmon Survey       |
| 707224                | 2011 BS209               | 29 gennaio 2011   | Mount Lemmon Survey       |
| 707225                | 2011 CK7                 | 28 gennaio 2011   | Mount Lemmon Survey       |
| 707226                | 2011 CM7                 | 27 ottobre 2009   | Mount Lemmon Survey       |
| 707227                | 2011 CU9                 | 11 gennaio 2011   | Spacewatch                |
| 707228                | 2011 CQ11                | 24 ottobre 2005   | Osservatorio di Mauna Kea |
| 707229                | 2011 CA14                | 12 settembre 2005 | Spacewatch                |
| 707230                | 2011 CM16                | 12 febbraio 2004  | NEAT                      |
| 707231                | 2011 CD23                | 2 febbraio 2000   | Spacewatch                |
| 707232                | 2011 CQ25                | 4 gennaio 2011    | Mount Lemmon Survey       |
| 707233                | 2011 CL30                | 27 gennaio 2011   | Mount Lemmon Survey       |
| 707234                | 2011 CW30                | 11 settembre 2002 | NEAT                      |
| 707235                | 2011 CA31                | 20 novembre 2006  | Spacewatch                |
| 707236                | 2011 CY34                | 29 gennaio 2011   | Spacewatch                |
| 707237                | 2011 CN35                | 26 marzo 2004     | Spacewatch                |
| 707238                | 2011 CZ36                | 27 gennaio 2011   | Mount Lemmon Survey       |
| 707239                | 2011 CM37                | 5 febbraio 2011   | Mount Lemmon Survey       |
| 707240                | 2011 CO37                | 5 febbraio 2011   | Mount Lemmon Survey       |
| 707241                | 2011 CF40                | 6 settembre 2008  | Spacewatch                |
| 707242 Denniscrabtree | 2011 CE41                | 23 gennaio 2006   | D. D. Balam               |
| 707243                | 2011 CH41                | 26 gennaio 2011   | Mount Lemmon Survey       |
| 707244                | 2011 CV48                | 5 febbraio 2011   | Mount Lemmon Survey       |
| 707245                | 2011 CQ51                | 17 settembre 2003 | Spacewatch                |
| 707246                | 2011 CB52                | 7 febbraio 2011   | Mount Lemmon Survey       |
| 707247                | 2011 CM52                | 7 febbraio 2011   | Mount Lemmon Survey       |
| 707248                | 2011 CP52                | 7 febbraio 2011   | Mount Lemmon Survey       |
| 707249                | 2011 CX53                | 8 febbraio 2011   | Mount Lemmon Survey       |
| 707250                | 2011 CP54                | 8 febbraio 2011   | Mount Lemmon Survey       |
| 707251                | 2011 CA59                | 8 febbraio 2011   | Mount Lemmon Survey       |
| 707252                | 2011 CY62                | 30 gennaio 2011   | Mount Lemmon Survey       |
| 707253                | 2011 CT64                | 23 ottobre 2003   | SDSS Collaboration        |
| 707254                | 2011 CV70                | 9 febbraio 2011   | C. Rinner, F. Kugel       |
| 707255                | 2011 CE72                | 26 gennaio 2011   | CSS                       |
| 707256                | 2011 CK80                | 5 febbraio 2011   | Pan-STARRS                |
| 707257                | 2011 CH81                | 5 febbraio 2011   | Pan-STARRS                |
| 707258                | 2011 CZ81                | 27 gennaio 2011   | Spacewatch                |
| 707259                | 2011 CJ85                | 12 febbraio 2011  | Mount Lemmon Survey       |
| 707260                | 2011 CH87                | 5 febbraio 2011   | Pan-STARRS                |
| 707261                | 2011 CD91                | 28 gennaio 2011   | Spacewatch                |
| 707262                | 2011 CD92                | 24 gennaio 2011   | Spacewatch                |
| 707263                | 2011 CN95                | 10 febbraio 2011  | Mount Lemmon Survey       |
| 707264                | 2011 CG96                | 6 marzo 2011      | Mount Lemmon Survey       |
| 707265                | 2011 CV96                | 6 settembre 2008  | Mount Lemmon Survey       |
| 707266                | 2011 CC98                | 27 ottobre 2009   | Spacewatch                |
| 707267                | 2011 CD99                | 5 febbraio 2011   | Pan-STARRS                |
| 707268                | 2011 CP99                | 22 ottobre 2003   | Spacewatch                |
| 707269                | 2011 CF100               | 5 febbraio 2011   | Pan-STARRS                |
| 707270                | 2011 CT100               | 5 febbraio 2011   | Pan-STARRS                |
| 707271                | 2011 CY100               | 5 febbraio 2011   | Pan-STARRS                |
| 707272                | 2011 CX103               | 6 marzo 2011      | Mount Lemmon Survey       |
| 707273                | 2011 CR104               | 5 febbraio 2011   | Pan-STARRS                |
| 707274                | 2011 CB106               | 5 marzo 2011      | Mount Lemmon Survey       |
| 707275                | 2011 CH108               | 12 febbraio 2011  | Mount Lemmon Survey       |
| 707276                | 2011 CV108               | 26 febbraio 2011  | Mount Lemmon Survey       |
| 707277                | 2011 CA110               | 6 marzo 2011      | Mount Lemmon Survey       |
| 707278                | 2011 CR110               | 4 febbraio 2005   | Spacewatch                |
| 707279                | 2011 CS110               | 5 febbraio 2011   | Pan-STARRS                |
| 707280                | 2011 CG112               | 5 febbraio 2011   | Pan-STARRS                |
| 707281                | 2011 CU112               | 5 febbraio 2011   | Pan-STARRS                |
| 707282                | 2011 CY112               | 12 febbraio 2011  | Mount Lemmon Survey       |
| 707283                | 2011 CV113               | 29 marzo 2004     | Spacewatch                |
| 707284                | 2011 CG117               | 13 febbraio 2011  | Mount Lemmon Survey       |
| 707285                | 2011 CC118               | 31 marzo 2016     | Mount Lemmon Survey       |
| 707286                | 2011 CZ120               | 12 febbraio 2011  | Spacewatch                |
| 707287                | 2011 CF122               | 4 febbraio 2011   | CSS                       |
| 707288                | 2011 CD123               | 8 agosto 2013     | Pan-STARRS                |
| 707289                | 2011 CP123               | 7 febbraio 2011   | Mount Lemmon Survey       |
| 707290                | 2011 CY123               | 27 aprile 2012    | Pan-STARRS                |
| 707291                | 2011 CT124               | 27 marzo 2012     | Mount Lemmon Survey       |
| 707292                | 2011 CW124               | 31 luglio 2014    | Pan-STARRS                |
| 707293                | 2011 CX124               | 3 agosto 2013     | Pan-STARRS                |
| 707294                | 2011 CB125               | 18 ottobre 2014   | Mount Lemmon Survey       |
| 707295                | 2011 CE125               | 28 ottobre 2014   | Pan-STARRS                |
| 707296                | 2011 CL126               | 12 luglio 2013    | Pan-STARRS                |
| 707297                | 2011 CD127               | 14 luglio 2013    | Pan-STARRS                |
| 707298                | 2011 CG127               | 10 febbraio 2011  | Mount Lemmon Survey       |
| 707299                | 2011 CH127               | 30 luglio 2014    | Pan-STARRS                |
| 707300                | 2011 CQ127               | 28 ottobre 2014   | Mount Lemmon Survey       |

## 707301–707400
| Nome   | Designazione provvisoria | Data di scoperta  | Scopritore                |
| ------ | ------------------------ | ----------------- | ------------------------- |
| 707301 | 2011 CN128               | 8 febbraio 2011   | Mount Lemmon Survey       |
| 707302 | 2011 CM130               | 10 febbraio 2011  | Mount Lemmon Survey       |
| 707303 | 2011 CX132               | 5 febbraio 2011   | Pan-STARRS                |
| 707304 | 2011 CC133               | 11 febbraio 2011  | Mount Lemmon Survey       |
| 707305 | 2011 CO133               | 10 febbraio 2011  | Mount Lemmon Survey       |
| 707306 | 2011 CQ133               | 8 febbraio 2011   | Mount Lemmon Survey       |
| 707307 | 2011 CE134               | 13 febbraio 2011  | Mount Lemmon Survey       |
| 707308 | 2011 CJ138               | 12 febbraio 2011  | Mount Lemmon Survey       |
| 707309 | 2011 CP138               | 5 febbraio 2011   | Pan-STARRS                |
| 707310 | 2011 CY139               | 8 febbraio 2011   | Mount Lemmon Survey       |
| 707311 | 2011 CA140               | 13 febbraio 2011  | Mount Lemmon Survey       |
| 707312 | 2011 CX140               | 5 febbraio 2011   | Pan-STARRS                |
| 707313 | 2011 CX145               | 10 febbraio 2011  | Mount Lemmon Survey       |
| 707314 | 2011 CQ146               | 10 febbraio 2011  | Mount Lemmon Survey       |
| 707315 | 2011 CB152               | 9 novembre 2004   | Osservatorio di Mauna Kea |
| 707316 | 2011 CO153               | 8 febbraio 2011   | Mount Lemmon Survey       |
| 707317 | 2011 CS154               | 10 febbraio 2011  | Mount Lemmon Survey       |
| 707318 | 2011 DQ2                 | 21 dicembre 2006  | Mount Lemmon Survey       |
| 707319 | 2011 DL5                 | 19 aprile 2006    | Mount Lemmon Survey       |
| 707320 | 2011 DC6                 | 2 dicembre 2005   | Osservatorio di Mauna Kea |
| 707321 | 2011 DU13                | 17 gennaio 2007   | Spacewatch                |
| 707322 | 2011 DY15                | 2 aprile 2005     | Mount Lemmon Survey       |
| 707323 | 2011 DF17                | 26 febbraio 2011  | Mount Lemmon Survey       |
| 707324 | 2011 DU17                | 13 ottobre 2006   | Spacewatch                |
| 707325 | 2011 DV17                | 26 febbraio 2011  | Mount Lemmon Survey       |
| 707326 | 2011 DX18                | 29 gennaio 2011   | Spacewatch                |
| 707327 | 2011 DE21                | 7 febbraio 2011   | Mount Lemmon Survey       |
| 707328 | 2011 DR21                | 7 settembre 2008  | Mount Lemmon Survey       |
| 707329 | 2011 DR28                | 1 ottobre 2008    | Mount Lemmon Survey       |
| 707330 | 2011 DK29                | 29 gennaio 2011   | Spacewatch                |
| 707331 | 2011 DQ29                | 24 settembre 2009 | Mount Lemmon Survey       |
| 707332 | 2011 DT29                | 29 gennaio 2011   | Spacewatch                |
| 707333 | 2011 DO31                | 23 ottobre 2009   | Spacewatch                |
| 707334 | 2011 DT33                | 9 novembre 2009   | Spacewatch                |
| 707335 | 2011 DF34                | 25 febbraio 2011  | Mount Lemmon Survey       |
| 707336 | 2011 DQ34                | 26 ottobre 2009   | Mount Lemmon Survey       |
| 707337 | 2011 DE37                | 5 ottobre 2005    | CSS                       |
| 707338 | 2011 DB38                | 25 febbraio 2011  | Mount Lemmon Survey       |
| 707339 | 2011 DK39                | 25 febbraio 2011  | Mount Lemmon Survey       |
| 707340 | 2011 DZ39                | 26 gennaio 2011   | Mount Lemmon Survey       |
| 707341 | 2011 DR40                | 11 febbraio 2000  | Spacewatch                |
| 707342 | 2011 DZ41                | 25 febbraio 2011  | Mount Lemmon Survey       |
| 707343 | 2011 DK43                | 26 febbraio 2011  | Mount Lemmon Survey       |
| 707344 | 2011 DQ43                | 21 aprile 2006    | Spacewatch                |
| 707345 | 2011 DH45                | 21 ottobre 2006   | Mount Lemmon Survey       |
| 707346 | 2011 DQ47                | 26 febbraio 2011  | Mount Lemmon Survey       |
| 707347 | 2011 DH48                | 26 febbraio 2011  | Mount Lemmon Survey       |
| 707348 | 2011 DB51                | 18 gennaio 2004   | NEAT                      |
| 707349 | 2011 DP53                | 10 febbraio 2007  | Mount Lemmon Survey       |
| 707350 | 2011 DQ53                | 25 febbraio 2011  | Mount Lemmon Survey       |
| 707351 | 2011 DR53                | 9 febbraio 2007   | Mount Lemmon Survey       |
| 707352 | 2011 DT53                | 19 settembre 2014 | Pan-STARRS                |
| 707353 | 2011 DO55                | 14 luglio 2013    | Pan-STARRS                |
| 707354 | 2011 DS55                | 23 febbraio 2017  | Mount Lemmon Survey       |
| 707355 | 2011 DM56                | 25 febbraio 2011  | Mount Lemmon Survey       |
| 707356 | 2011 DV57                | 17 novembre 1998  | Spacewatch                |
| 707357 | 2011 DD60                | 26 febbraio 2011  | Mount Lemmon Survey       |
| 707358 | 2011 EC3                 | 30 gennaio 2011   | L. Elenin                 |
| 707359 | 2011 EG3                 | 5 febbraio 2011   | Mount Lemmon Survey       |
| 707360 | 2011 EC4                 | 1 marzo 2011      | Mount Lemmon Survey       |
| 707361 | 2011 ER6                 | 10 febbraio 2011  | Mount Lemmon Survey       |
| 707362 | 2011 EF8                 | 2 marzo 2011      | W. Bickel                 |
| 707363 | 2011 ED10                | 3 marzo 2011      | Mount Lemmon Survey       |
| 707364 | 2011 EL14                | 2 marzo 2011      | W. Bickel                 |
| 707365 | 2011 EX19                | 28 gennaio 2011   | CSS                       |
| 707366 | 2011 EJ33                | 23 febbraio 2011  | Spacewatch                |
| 707367 | 2011 EQ33                | 16 ottobre 2009   | Mount Lemmon Survey       |
| 707368 | 2011 EJ39                | 6 marzo 2011      | Spacewatch                |
| 707369 | 2011 EF41                | 22 aprile 2004    | SDSS Collaboration        |
| 707370 | 2011 EG47                | 2 marzo 2011      | CSS                       |
| 707371 | 2011 EQ47                | 5 marzo 2011      | Mount Lemmon Survey       |
| 707372 | 2011 EW47                | 5 marzo 2011      | Mount Lemmon Survey       |
| 707373 | 2011 EC49                | 10 marzo 2011     | Mount Lemmon Survey       |
| 707374 | 2011 ED49                | 10 marzo 2011     | Mount Lemmon Survey       |
| 707375 | 2011 EQ53                | 9 novembre 2009   | Mount Lemmon Survey       |
| 707376 | 2011 EV55                | 12 marzo 2011     | Mount Lemmon Survey       |
| 707377 | 2011 EA56                | 12 marzo 2011     | Mount Lemmon Survey       |
| 707378 | 2011 EK56                | 12 marzo 2011     | Mount Lemmon Survey       |
| 707379 | 2011 EQ57                | 26 marzo 2006     | Mount Lemmon Survey       |
| 707380 | 2011 ER58                | 12 marzo 2011     | Mount Lemmon Survey       |
| 707381 | 2011 EU60                | 12 marzo 2011     | Mount Lemmon Survey       |
| 707382 | 2011 EV60                | 12 marzo 2011     | Mount Lemmon Survey       |
| 707383 | 2011 EJ61                | 12 marzo 2011     | Mount Lemmon Survey       |
| 707384 | 2011 ER61                | 10 dicembre 2009  | Mount Lemmon Survey       |
| 707385 | 2011 EO62                | 12 marzo 2011     | Mount Lemmon Survey       |
| 707386 | 2011 EX62                | 27 settembre 2003 | Spacewatch                |
| 707387 | 2011 EQ64                | 9 marzo 2011      | Mount Lemmon Survey       |
| 707388 | 2011 EE65                | 25 settembre 2008 | Spacewatch                |
| 707389 | 2011 EK66                | 8 febbraio 2011   | Mount Lemmon Survey       |
| 707390 | 2011 ET69                | 10 marzo 2011     | Spacewatch                |
| 707391 | 2011 EH80                | 14 marzo 2011     | Mount Lemmon Survey       |
| 707392 | 2011 EX80                | 4 marzo 2011      | Spacewatch                |
| 707393 | 2011 EL81                | 9 aprile 2003     | NEAT                      |
| 707394 | 2011 EB84                | 27 dicembre 2006  | Mount Lemmon Survey       |
| 707395 | 2011 EA85                | 11 marzo 2011     | Mount Lemmon Survey       |
| 707396 | 2011 EG91                | 9 marzo 2011      | CSS                       |
| 707397 | 2011 EX91                | 13 marzo 2011     | Mount Lemmon Survey       |
| 707398 | 2011 EN92                | 29 agosto 2013    | Pan-STARRS                |
| 707399 | 2011 EA93                | 13 marzo 2011     | Spacewatch                |
| 707400 | 2011 EZ95                | 31 gennaio 2016   | Pan-STARRS                |

## 707401–707500
| Nome   | Designazione provvisoria | Data di scoperta  | Scopritore            |
| ------ | ------------------------ | ----------------- | --------------------- |
| 707401 | 2011 ER96                | 13 luglio 2013    | Pan-STARRS            |
| 707402 | 2011 ET97                | 27 agosto 2014    | Pan-STARRS            |
| 707403 | 2011 EZ99                | 10 marzo 2011     | Spacewatch            |
| 707404 | 2011 EB100               | 10 marzo 2011     | Spacewatch            |
| 707405 | 2011 EL100               | 6 marzo 2011      | Mount Lemmon Survey   |
| 707406 | 2011 EU100               | 10 marzo 2011     | Spacewatch            |
| 707407 | 2011 EL101               | 14 marzo 2011     | Spacewatch            |
| 707408 | 2011 EX102               | 2 marzo 2011      | Mount Lemmon Survey   |
| 707409 | 2011 EA103               | 6 marzo 2011      | Mount Lemmon Survey   |
| 707410 | 2011 EE105               | 13 marzo 2011     | Spacewatch            |
| 707411 | 2011 FX9                 | 24 ottobre 2009   | CSS                   |
| 707412 | 2011 FZ9                 | 22 ottobre 2003   | Spacewatch            |
| 707413 | 2011 FJ14                | 16 settembre 2009 | Mount Lemmon Survey   |
| 707414 | 2011 FP14                | 8 settembre 2007  | G. Hug                |
| 707415 | 2011 FY18                | 24 ottobre 2008   | Spacewatch            |
| 707416 | 2011 FM21                | 29 gennaio 2003   | SDSS Collaboration    |
| 707417 | 2011 FR22                | 5 maggio 2003     | Spacewatch            |
| 707418 | 2011 FQ26                | 30 marzo 2011     | Z. Kuli, K. Sárneczky |
| 707419 | 2011 FS27                | 30 marzo 2011     | Z. Kuli, K. Sárneczky |
| 707420 | 2011 FH29                | 30 marzo 2011     | V. Newski             |
| 707421 | 2011 FK30                | 26 marzo 2011     | Spacewatch            |
| 707422 | 2011 FG31                | 8 febbraio 2007   | Spacewatch            |
| 707423 | 2011 FJ40                | 7 ottobre 2008    | Mount Lemmon Survey   |
| 707424 | 2011 FE42                | 26 marzo 2011     | Mount Lemmon Survey   |
| 707425 | 2011 FL44                | 25 settembre 2008 | Mount Lemmon Survey   |
| 707426 | 2011 FA46                | 17 gennaio 2007   | Spacewatch            |
| 707427 | 2011 FX47                | 29 marzo 2011     | Spacewatch            |
| 707428 | 2011 FD48                | 29 marzo 2011     | Mount Lemmon Survey   |
| 707429 | 2011 FH49                | 30 marzo 2011     | Mount Lemmon Survey   |
| 707430 | 2011 FX50                | 30 marzo 2011     | Mount Lemmon Survey   |
| 707431 | 2011 FY50                | 23 settembre 2008 | Mount Lemmon Survey   |
| 707432 | 2011 FG51                | 30 marzo 2011     | Z. Kuli, K. Sárneczky |
| 707433 | 2011 FX55                | 7 settembre 2008  | Mount Lemmon Survey   |
| 707434 | 2011 FB57                | 30 marzo 2011     | Mount Lemmon Survey   |
| 707435 | 2011 FG57                | 29 settembre 2008 | Mount Lemmon Survey   |
| 707436 | 2011 FX58                | 30 marzo 2011     | Mount Lemmon Survey   |
| 707437 | 2011 FH61                | 30 marzo 2011     | Mount Lemmon Survey   |
| 707438 | 2011 FO62                | 30 marzo 2011     | Mount Lemmon Survey   |
| 707439 | 2011 FJ66                | 30 marzo 2011     | Mount Lemmon Survey   |
| 707440 | 2011 FA68                | 9 febbraio 2005   | Mount Lemmon Survey   |
| 707441 | 2011 FR70                | 8 agosto 2005     | Cerro Tololo Obs.     |
| 707442 | 2011 FN72                | 21 settembre 2009 | Spacewatch            |
| 707443 | 2011 FB73                | 6 novembre 2008   | Mount Lemmon Survey   |
| 707444 | 2011 FP73                | 5 marzo 2011      | Mount Lemmon Survey   |
| 707445 | 2011 FC76                | 5 aprile 2003     | Spacewatch            |
| 707446 | 2011 FZ79                | 27 marzo 2011     | Mount Lemmon Survey   |
| 707447 | 2011 FH92                | 27 settembre 2003 | Spacewatch            |
| 707448 | 2011 FH101               | 30 marzo 2011     | Mount Lemmon Survey   |
| 707449 | 2011 FL111               | 16 febbraio 2015  | Pan-STARRS            |
| 707450 | 2011 FQ111               | 10 settembre 2013 | Pan-STARRS            |
| 707451 | 2011 FC112               | 4 febbraio 2019   | Pan-STARRS            |
| 707452 | 2011 FB113               | 5 settembre 2008  | Spacewatch            |
| 707453 | 2011 FW114               | 8 ottobre 2008    | Mount Lemmon Survey   |
| 707454 | 2011 FA115               | 6 novembre 2008   | Spacewatch            |
| 707455 | 2011 FX117               | 2 aprile 2011     | Mount Lemmon Survey   |
| 707456 | 2011 FC118               | 2 aprile 2011     | Mount Lemmon Survey   |
| 707457 | 2011 FS118               | 24 agosto 2008    | Spacewatch            |
| 707458 | 2011 FJ119               | 7 febbraio 2021   | Mount Lemmon Survey   |
| 707459 | 2011 FZ121               | 5 settembre 2008  | Spacewatch            |
| 707460 | 2011 FG123               | 13 luglio 2016    | Mount Lemmon Survey   |
| 707461 | 2011 FP125               | 19 gennaio 2015   | Mount Lemmon Survey   |
| 707462 | 2011 FT125               | 2 aprile 2011     | Mount Lemmon Survey   |
| 707463 | 2011 FW126               | 9 novembre 2009   | Mount Lemmon Survey   |
| 707464 | 2011 FO129               | 2 aprile 2011     | Pan-STARRS            |
| 707465 | 2011 FB131               | 10 marzo 2007     | Mount Lemmon Survey   |
| 707466 | 2011 FC133               | 23 settembre 2001 | Spacewatch            |
| 707467 | 2011 FO137               | 20 maggio 2006    | Mount Lemmon Survey   |
| 707468 | 2011 FS138               | 16 settembre 2003 | Spacewatch            |
| 707469 | 2011 FV138               | 22 settembre 2008 | Spacewatch            |
| 707470 | 2011 FF139               | 1 aprile 2011     | Spacewatch            |
| 707471 | 2011 FZ139               | 5 aprile 2011     | Mount Lemmon Survey   |
| 707472 | 2011 FA146               | 29 marzo 2011     | CSS                   |
| 707473 | 2011 FY147               | 28 marzo 2011     | CSS                   |
| 707474 | 2011 FC148               | 28 marzo 2011     | CSS                   |
| 707475 | 2011 FA152               | 25 marzo 2011     | Mount Lemmon Survey   |
| 707476 | 2011 FQ155               | 30 marzo 2011     | Mount Lemmon Survey   |
| 707477 | 2011 FE156               | 3 ottobre 2008    | Mount Lemmon Survey   |
| 707478 | 2011 FM156               | 28 marzo 2011     | Mount Lemmon Survey   |
| 707479 | 2011 FD157               | 6 settembre 2008  | Mount Lemmon Survey   |
| 707480 | 2011 FM157               | 27 marzo 2011     | Mount Lemmon Survey   |
| 707481 | 2011 FS157               | 14 aprile 2007    | Spacewatch            |
| 707482 | 2011 FD159               | 25 marzo 2011     | Spacewatch            |
| 707483 | 2011 FZ159               | 23 novembre 2014  | Pan-STARRS            |
| 707484 | 2011 FJ160               | 10 giugno 2012    | Pan-STARRS            |
| 707485 | 2011 FJ161               | 3 settembre 2013  | Mount Lemmon Survey   |
| 707486 | 2011 FG164               | 13 luglio 2016    | Pan-STARRS            |
| 707487 | 2011 FN165               | 11 aprile 2015    | Mount Lemmon Survey   |
| 707488 | 2011 FP166               | 28 marzo 2011     | Mount Lemmon Survey   |
| 707489 | 2011 FZ166               | 7 gennaio 2016    | Pan-STARRS            |
| 707490 | 2011 FL170               | 29 marzo 2011     | Mount Lemmon Survey   |
| 707491 | 2011 FX172               | 20 settembre 2019 | Mount Lemmon Survey   |
| 707492 | 2011 GG11                | 9 febbraio 2005   | Spacewatch            |
| 707493 | 2011 GW12                | 25 marzo 2011     | Spacewatch            |
| 707494 | 2011 GH13                | 25 marzo 2011     | Spacewatch            |
| 707495 | 2011 GU13                | 7 marzo 2005      | R. A. Tucker          |
| 707496 | 2011 GX21                | 17 agosto 1999    | Spacewatch            |
| 707497 | 2011 GT23                | 4 aprile 2011     | Mount Lemmon Survey   |
| 707498 | 2011 GD24                | 7 dicembre 2005   | Spacewatch            |
| 707499 | 2011 GG26                | 11 gennaio 2011   | Spacewatch            |
| 707500 | 2011 GW28                | 1 aprile 2011     | Spacewatch            |

## 707501–707600
| Nome   | Designazione provvisoria | Data di scoperta  | Scopritore                   |
| ------ | ------------------------ | ----------------- | ---------------------------- |
| 707501 | 2011 GL29                | 16 ottobre 2009   | Mount Lemmon Survey          |
| 707502 | 2011 GW29                | 5 marzo 2011      | Spacewatch                   |
| 707503 | 2011 GK33                | 3 aprile 2011     | Pan-STARRS                   |
| 707504 | 2011 GY34                | 24 settembre 2008 | Spacewatch                   |
| 707505 | 2011 GZ34                | 3 aprile 2011     | Pan-STARRS                   |
| 707506 | 2011 GZ37                | 4 aprile 2011     | Mount Lemmon Survey          |
| 707507 | 2011 GO38                | 21 settembre 2003 | W. H. Ryan                   |
| 707508 | 2011 GP39                | 4 aprile 2011     | Mount Lemmon Survey          |
| 707509 | 2011 GT39                | 27 marzo 2011     | Mount Lemmon Survey          |
| 707510 | 2011 GE40                | 4 aprile 2011     | Mount Lemmon Survey          |
| 707511 | 2011 GR42                | 30 gennaio 2011   | Spacewatch                   |
| 707512 | 2011 GZ43                | 4 aprile 2011     | Mount Lemmon Survey          |
| 707513 | 2011 GW47                | 30 marzo 2011     | Mount Lemmon Survey          |
| 707514 | 2011 GC51                | 27 ottobre 2008   | Mount Lemmon Survey          |
| 707515 | 2011 GC52                | 5 aprile 2011     | Mount Lemmon Survey          |
| 707516 | 2011 GY53                | 10 febbraio 2011  | Mount Lemmon Survey          |
| 707517 | 2011 GF59                | 29 marzo 2004     | R. A. Tucker                 |
| 707518 | 2011 GN66                | 21 febbraio 2007  | Mount Lemmon Survey          |
| 707519 | 2011 GH69                | 2 aprile 2011     | Pan-STARRS                   |
| 707520 | 2011 GR70                | 4 aprile 2011     | PMO NEO                      |
| 707521 | 2011 GQ79                | 18 aprile 2007    | Mount Lemmon Survey          |
| 707522 | 2011 GT79                | 1 novembre 2008   | Mount Lemmon Survey          |
| 707523 | 2011 GA80                | 13 aprile 2011    | Mount Lemmon Survey          |
| 707524 | 2011 GL80                | 13 aprile 2011    | Mount Lemmon Survey          |
| 707525 | 2011 GT80                | 19 novembre 2008  | Spacewatch                   |
| 707526 | 2011 GH82                | 14 aprile 2011    | Mount Lemmon Survey          |
| 707527 | 2011 GL85                | 10 luglio 2019    | Pan-STARRS                   |
| 707528 | 2011 GB86                | 13 settembre 2007 | Mount Lemmon Survey          |
| 707529 | 2011 GM87                | 6 aprile 2011     | Mount Lemmon Survey          |
| 707530 | 2011 GO87                | 11 novembre 2001  | SDSS Collaboration           |
| 707531 | 2011 GN91                | 27 maggio 2012    | Mount Lemmon Survey          |
| 707532 | 2011 GU91                | 1 aprile 2011     | Mount Lemmon Survey          |
| 707533 | 2011 GH92                | 10 febbraio 2016  | Pan-STARRS                   |
| 707534 | 2011 GZ92                | 29 ottobre 2014   | Pan-STARRS                   |
| 707535 | 2011 GG94                | 14 settembre 2013 | Pan-STARRS                   |
| 707536 | 2011 GQ95                | 8 novembre 1996   | Spacewatch                   |
| 707537 | 2011 GP96                | 21 gennaio 2015   | Pan-STARRS                   |
| 707538 | 2011 GH101               | 1 aprile 2011     | Mount Lemmon Survey          |
| 707539 | 2011 GP101               | 18 settembre 2001 | SDSS Collaboration           |
| 707540 | 2011 GV102               | 1 aprile 2011     | Spacewatch                   |
| 707541 | 2011 GE109               | 6 aprile 2011     | Mount Lemmon Survey          |
| 707542 | 2011 HV2                 | 21 aprile 2011    | Pan-STARRS                   |
| 707543 | 2011 HC4                 | 24 aprile 2011    | Pan-STARRS                   |
| 707544 | 2011 HP19                | 26 aprile 2011    | Spacewatch                   |
| 707545 | 2011 HR24                | 23 aprile 2011    | Pan-STARRS                   |
| 707546 | 2011 HJ41                | 13 aprile 2011    | Mount Lemmon Survey          |
| 707547 | 2011 HL42                | 6 aprile 2011     | Mount Lemmon Survey          |
| 707548 | 2011 HZ45                | 26 settembre 2008 | Spacewatch                   |
| 707549 | 2011 HE46                | 6 aprile 2011     | Mount Lemmon Survey          |
| 707550 | 2011 HO58                | 13 maggio 2007    | Spacewatch                   |
| 707551 | 2011 HP59                | 26 aprile 2011    | Spacewatch                   |
| 707552 | 2011 HQ61                | 27 aprile 2011    | Spacewatch                   |
| 707553 | 2011 HX61                | 28 aprile 2011    | Pan-STARRS                   |
| 707554 | 2011 HK68                | 8 aprile 2011     | Spacewatch                   |
| 707555 | 2011 HQ68                | 15 settembre 2007 | Mount Lemmon Survey          |
| 707556 | 2011 HY69                | 11 marzo 2007     | Mount Lemmon Survey          |
| 707557 | 2011 HJ70                | 13 aprile 2011    | Spacewatch                   |
| 707558 | 2011 HS72                | 26 aprile 2011    | Spacewatch                   |
| 707559 | 2011 HU82                | 8 giugno 2003     | Spacewatch                   |
| 707560 | 2011 HD83                | 26 marzo 2011     | Pan-STARRS                   |
| 707561 | 2011 HB92                | 12 settembre 2007 | Mount Lemmon Survey          |
| 707562 | 2011 HM92                | 28 settembre 2008 | CSS                          |
| 707563 | 2011 HY93                | 26 aprile 2011    | Spacewatch                   |
| 707564 | 2011 HT94                | 6 aprile 2011     | Mount Lemmon Survey          |
| 707565 | 2011 HB96                | 22 ottobre 2008   | Spacewatch                   |
| 707566 | 2011 HB105               | 10 ottobre 2007   | CSS                          |
| 707567 | 2011 HR105               | 1 gennaio 2014    | Pan-STARRS                   |
| 707568 | 2011 HA107               | 30 novembre 2014  | Pan-STARRS                   |
| 707569 | 2011 HA109               | 17 maggio 2017    | Pan-STARRS                   |
| 707570 | 2011 HE110               | 30 aprile 2011    | Mount Lemmon Survey          |
| 707571 | 2011 JS                  | 25 novembre 2002  | NEAT                         |
| 707572 | 2011 JG4                 | 29 gennaio 2003   | SDSS Collaboration           |
| 707573 | 2011 JJ6                 | 22 aprile 2011    | Spacewatch                   |
| 707574 | 2011 JE8                 | 20 settembre 2008 | Mount Lemmon Survey          |
| 707575 | 2011 JH15                | 11 maggio 2011    | M. Schwartz, P. R. Holvorcem |
| 707576 | 2011 JY18                | 1 maggio 2011     | Pan-STARRS                   |
| 707577 | 2011 JR31                | 26 marzo 2011     | Pan-STARRS                   |
| 707578 | 2011 JC33                | 6 maggio 2011     | Mount Lemmon Survey          |
| 707579 | 2011 JG35                | 7 marzo 2016      | Pan-STARRS                   |
| 707580 | 2011 JO35                | 18 gennaio 2015   | Mount Lemmon Survey          |
| 707581 | 2011 JR36                | 25 marzo 2015     | Pan-STARRS                   |
| 707582 | 2011 KP1                 | 25 luglio 2003    | NEAT                         |
| 707583 | 2011 KT1                 | 30 aprile 2011    | Pan-STARRS                   |
| 707584 | 2011 KD3                 | 4 marzo 2005      | F. Bernardi, D. J. Tholen    |
| 707585 | 2011 KC5                 | 11 novembre 1999  | Spacewatch                   |
| 707586 | 2011 KY5                 | 10 marzo 2005     | Mount Lemmon Survey          |
| 707587 | 2011 KC6                 | 14 marzo 2007     | Spacewatch                   |
| 707588 | 2011 KU9                 | 21 maggio 2011    | Mount Lemmon Survey          |
| 707589 | 2011 KH10                | 22 maggio 2011    | Mount Lemmon Survey          |
| 707590 | 2011 KJ13                | 13 aprile 2011    | Pan-STARRS                   |
| 707591 | 2011 KN13                | 24 maggio 2011    | Pan-STARRS                   |
| 707592 | 2011 KK14                | 22 maggio 2011    | Mount Lemmon Survey          |
| 707593 | 2011 KO19                | 4 dicembre 2008   | Spacewatch                   |
| 707594 | 2011 KC23                | 21 maggio 2011    | Pan-STARRS                   |
| 707595 | 2011 KW27                | 24 maggio 2011    | M. Schwartz, P. R. Holvorcem |
| 707596 | 2011 KA32                | 31 maggio 2011    | Mount Lemmon Survey          |
| 707597 | 2011 KO32                | 31 maggio 2011    | Mount Lemmon Survey          |
| 707598 | 2011 KS32                | 13 maggio 2011    | Mount Lemmon Survey          |
| 707599 | 2011 KZ40                | 24 maggio 2011    | Pan-STARRS                   |
| 707600 | 2011 KN43                | 13 maggio 2007    | Spacewatch                   |

## 707601–707700
| Nome   | Designazione provvisoria | Data di scoperta  | Scopritore                          |
| ------ | ------------------------ | ----------------- | ----------------------------------- |
| 707601 | 2011 KC44                | 6 ottobre 2008    | Spacewatch                          |
| 707602 | 2011 KO44                | 3 novembre 2008   | Mount Lemmon Survey                 |
| 707603 | 2011 KY49                | 24 maggio 2011    | Pan-STARRS                          |
| 707604 | 2011 KS52                | 26 maggio 2015    | Mount Lemmon Survey                 |
| 707605 | 2011 KE53                | 9 luglio 2018     | Pan-STARRS                          |
| 707606 | 2011 KH54                | 26 maggio 2011    | Mount Lemmon Survey                 |
| 707607 | 2011 KO54                | 7 aprile 2014     | Mount Lemmon Survey                 |
| 707608 | 2011 KR54                | 26 novembre 2013  | Mount Lemmon Survey                 |
| 707609 | 2011 KD55                | 5 aprile 2014     | Pan-STARRS                          |
| 707610 | 2011 KZ55                | 24 maggio 2011    | Pan-STARRS                          |
| 707611 | 2011 KB56                | 31 maggio 2011    | Mount Lemmon Survey                 |
| 707612 | 2011 KH56                | 24 maggio 2011    | Pan-STARRS                          |
| 707613 | 2011 KT56                | 24 maggio 2011    | Pan-STARRS                          |
| 707614 | 2011 KG57                | 21 maggio 2011    | Pan-STARRS                          |
| 707615 | 2011 KZ57                | 31 maggio 2011    | Mount Lemmon Survey                 |
| 707616 | 2011 KN59                | 22 maggio 2011    | Mount Lemmon Survey                 |
| 707617 | 2011 KJ60                | 28 maggio 2011    | Spacewatch                          |
| 707618 | 2011 KN60                | 13 marzo 2007     | Mount Lemmon Survey                 |
| 707619 | 2011 LE4                 | 7 maggio 2011     | Spacewatch                          |
| 707620 | 2011 LJ8                 | 5 giugno 2011     | Mount Lemmon Survey                 |
| 707621 | 2011 LU8                 | 22 maggio 2011    | Spacewatch                          |
| 707622 | 2011 LE9                 | 5 giugno 2011     | Mount Lemmon Survey                 |
| 707623 | 2011 LV11                | 6 giugno 2011     | Pan-STARRS                          |
| 707624 | 2011 LY11                | 31 maggio 2011    | Mount Lemmon Survey                 |
| 707625 | 2011 LB12                | 11 novembre 2004  | Kitt Peak Obs.                      |
| 707626 | 2011 LC15                | 14 maggio 2011    | Mount Lemmon Survey                 |
| 707627 | 2011 LE16                | 8 giugno 2011     | Mount Lemmon Survey                 |
| 707628 | 2011 LO18                | 5 giugno 2011     | Spacewatch                          |
| 707629 | 2011 LB20                | 9 giugno 2011     | Mount Lemmon Survey                 |
| 707630 | 2011 LA25                | 14 maggio 2011    | Mount Lemmon Survey                 |
| 707631 | 2011 LF25                | 21 maggio 2011    | Pan-STARRS                          |
| 707632 | 2011 LF26                | 29 settembre 2008 | Mount Lemmon Survey                 |
| 707633 | 2011 LB27                | 3 giugno 2011     | CSS                                 |
| 707634 | 2011 LQ28                | 11 ottobre 2012   | Pan-STARRS                          |
| 707635 | 2011 LG29                | 7 giugno 2011     | Mount Lemmon Survey                 |
| 707636 | 2011 LM29                | 10 ottobre 2012   | Pan-STARRS                          |
| 707637 | 2011 LR29                | 25 gennaio 2014   | Pan-STARRS                          |
| 707638 | 2011 LK30                | 9 luglio 2016     | Pan-STARRS                          |
| 707639 | 2011 LR30                | 2 giugno 2011     | SSS                                 |
| 707640 | 2011 LD31                | 9 agosto 2016     | Pan-STARRS                          |
| 707641 | 2011 LN32                | 31 agosto 2017    | Mount Lemmon Survey                 |
| 707642 | 2011 LS33                | 3 aprile 2016     | Pan-STARRS                          |
| 707643 | 2011 LT33                | 23 aprile 2015    | Pan-STARRS                          |
| 707644 | 2011 LX34                | 11 giugno 2011    | Pan-STARRS                          |
| 707645 | 2011 MQ                  | 23 giugno 2011    | Mount Lemmon Survey                 |
| 707646 | 2011 MP6                 | 20 giugno 2011    | M. Schwartz, P. R. Holvorcem        |
| 707647 | 2011 MR8                 | 24 maggio 2011    | Mount Lemmon Survey                 |
| 707648 | 2011 MW9                 | 30 giugno 2011    | Pan-STARRS                          |
| 707649 | 2011 MA13                | 29 giugno 2011    | R. Holmes                           |
| 707650 | 2011 MO13                | 5 novembre 2016   | Mount Lemmon Survey                 |
| 707651 | 2011 MD16                | 27 giugno 2011    | Mount Lemmon Survey                 |
| 707652 | 2011 NQ3                 | 5 luglio 2011     | Pan-STARRS                          |
| 707653 | 2011 NC6                 | 7 luglio 2011     | R. Holmes                           |
| 707654 | 2011 NG6                 | 1 luglio 2011     | Mount Lemmon Survey                 |
| 707655 | 2011 OO2                 | 23 luglio 2011    | Pan-STARRS                          |
| 707656 | 2011 OR2                 | 23 luglio 2011    | Pan-STARRS                          |
| 707657 | 2011 OV4                 | 25 luglio 2011    | Osservatorio astronomico di Maiorca |
| 707658 | 2011 OU7                 | 28 agosto 2003    | NEAT                                |
| 707659 | 2011 OV7                 | 9 settembre 2008  | Spacewatch                          |
| 707660 | 2011 OH10                | 13 settembre 2007 | CSS                                 |
| 707661 | 2011 OR10                | 25 luglio 2011    | Pan-STARRS                          |
| 707662 | 2011 OS13                | 10 aprile 2002    | NEAT                                |
| 707663 | 2011 OO15                | 26 luglio 2011    | Pan-STARRS                          |
| 707664 | 2011 OK21                | 25 luglio 2011    | Pan-STARRS                          |
| 707665 | 2011 OU21                | 28 settembre 1994 | Spacewatch                          |
| 707666 | 2011 OL22                | 24 agosto 2007    | Spacewatch                          |
| 707667 | 2011 OX27                | 4 luglio 2003     | Spacewatch                          |
| 707668 | 2011 OL30                | 20 settembre 2003 | Spacewatch                          |
| 707669 | 2011 OQ31                | 20 giugno 2015    | Pan-STARRS                          |
| 707670 | 2011 OZ31                | 11 gennaio 2010   | Spacewatch                          |
| 707671 | 2011 OM37                | 24 gennaio 2014   | Pan-STARRS                          |
| 707672 | 2011 OL39                | 6 marzo 2014      | Pan-STARRS                          |
| 707673 | 2011 OE40                | 25 febbraio 2006  | Spacewatch                          |
| 707674 | 2011 OG40                | 26 luglio 2011    | Pan-STARRS                          |
| 707675 | 2011 OL46                | 27 giugno 2011    | Mount Lemmon Survey                 |
| 707676 | 2011 OF50                | 11 giugno 2011    | Mount Lemmon Survey                 |
| 707677 | 2011 OP50                | 31 luglio 2011    | Pan-STARRS                          |
| 707678 | 2011 OH54                | 26 luglio 2011    | Pan-STARRS                          |
| 707679 | 2011 ON54                | 26 luglio 2011    | Pan-STARRS                          |
| 707680 | 2011 OY55                | 27 luglio 2011    | Pan-STARRS                          |
| 707681 | 2011 OL59                | 27 agosto 2011    | Pan-STARRS                          |
| 707682 | 2011 OO59                | 29 agosto 2011    | SSS                                 |
| 707683 | 2011 OU59                | 21 settembre 2011 | Mount Lemmon Survey                 |
| 707684 | 2011 OY59                | 15 aprile 2010    | Mount Lemmon Survey                 |
| 707685 | 2011 OJ61                | 15 ottobre 2012   | T. Vorobjov, A. Kostin              |
| 707686 | 2011 ON61                | 22 novembre 2012  | Spacewatch                          |
| 707687 | 2011 OC62                | 5 aprile 2014     | Pan-STARRS                          |
| 707688 | 2011 OG62                | 28 luglio 2011    | Pan-STARRS                          |
| 707689 | 2011 OB63                | 24 febbraio 2014  | Pan-STARRS                          |
| 707690 | 2011 OQ63                | 3 novembre 2015   | Mount Lemmon Survey                 |
| 707691 | 2011 OB67                | 18 aprile 2015    | CTIO-DECam                          |
| 707692 | 2011 OA68                | 25 settembre 2017 | Pan-STARRS                          |
| 707693 | 2011 OU70                | 31 luglio 2011    | Pan-STARRS                          |
| 707694 | 2011 OD71                | 9 ottobre 2007    | Spacewatch                          |
| 707695 | 2011 OD73                | 13 settembre 2007 | CSS                                 |
| 707696 | 2011 OJ73                | 28 luglio 2011    | Pan-STARRS                          |
| 707697 | 2011 OO73                | 25 luglio 2011    | Pan-STARRS                          |
| 707698 | 2011 OP73                | 28 luglio 2011    | Pan-STARRS                          |
| 707699 | 2011 OW74                | 27 luglio 2011    | Pan-STARRS                          |
| 707700 | 2011 PR2                 | 1 agosto 2011     | Pan-STARRS                          |

## 707701–707800
| Nome   | Designazione provvisoria | Data di scoperta  | Scopritore                          |
| ------ | ------------------------ | ----------------- | ----------------------------------- |
| 707701 | 2011 PC4                 | 2 agosto 2011     | Pan-STARRS                          |
| 707702 | 2011 PH5                 | 25 luglio 2011    | Pan-STARRS                          |
| 707703 | 2011 PL5                 | 21 dicembre 2008  | Spacewatch                          |
| 707704 | 2011 PO7                 | 6 agosto 2011     | Pan-STARRS                          |
| 707705 | 2011 PV7                 | 6 agosto 2011     | Pan-STARRS                          |
| 707706 | 2011 PT8                 | 6 agosto 2011     | Pan-STARRS                          |
| 707707 | 2011 PA9                 | 10 agosto 2011    | Pan-STARRS                          |
| 707708 | 2011 PT9                 | 19 settembre 2007 | Spacewatch                          |
| 707709 | 2011 PT10                | 1 agosto 2011     | Pan-STARRS                          |
| 707710 | 2011 PL12                | 3 agosto 2011     | Pan-STARRS                          |
| 707711 | 2011 PK16                | 10 agosto 2011    | A. Pál                              |
| 707712 | 2011 PM16                | 1 agosto 2011     | SSS                                 |
| 707713 | 2011 PX16                | 14 ottobre 2012   | Mount Lemmon Survey                 |
| 707714 | 2011 PZ16                | 19 ottobre 2012   | Mount Lemmon Survey                 |
| 707715 | 2011 PL17                | 9 luglio 2016     | Pan-STARRS                          |
| 707716 | 2011 PR18                | 25 gennaio 2014   | Pan-STARRS                          |
| 707717 | 2011 PN19                | 1 agosto 2011     | Pan-STARRS                          |
| 707718 | 2011 PU19                | 1 ottobre 2017    | Pan-STARRS                          |
| 707719 | 2011 PL20                | 26 novembre 2014  | Mount Lemmon Survey                 |
| 707720 | 2011 PU20                | 10 agosto 2011    | Pan-STARRS                          |
| 707721 | 2011 PA21                | 5 agosto 2011     | ESA OGS                             |
| 707722 | 2011 PD22                | 7 agosto 2011     | S. Mottola                          |
| 707723 | 2011 QU3                 | 18 agosto 2011    | Pan-STARRS                          |
| 707724 | 2011 QB7                 | 22 agosto 2011    | Pan-STARRS                          |
| 707725 | 2011 QG13                | 9 ottobre 2007    | CSS                                 |
| 707726 | 2011 QC15                | 23 agosto 2011    | Pan-STARRS                          |
| 707727 | 2011 QE15                | 5 febbraio 2009   | Spacewatch                          |
| 707728 | 2011 QQ20                | 23 agosto 2011    | Pan-STARRS                          |
| 707729 | 2011 QJ25                | 20 agosto 2011    | Pan-STARRS                          |
| 707730 | 2011 QV25                | 20 agosto 2011    | Pan-STARRS                          |
| 707731 | 2011 QL27                | 2 aprile 2006     | Mount Lemmon Survey                 |
| 707732 | 2011 QO28                | 28 luglio 2011    | Pan-STARRS                          |
| 707733 | 2011 QM29                | 23 agosto 2011    | Osservatorio astronomico di Maiorca |
| 707734 | 2011 QO29                | 23 agosto 2011    | OAM Obs.                            |
| 707735 | 2011 QU29                | 21 ottobre 2008   | Spacewatch                          |
| 707736 | 2011 QQ30                | 9 ottobre 2007    | Mount Lemmon Survey                 |
| 707737 | 2011 QS31                | 25 agosto 2011    | L. Elenin                           |
| 707738 | 2011 QO32                | 6 agosto 2002     | NEAT                                |
| 707739 | 2011 QP33                | 21 dicembre 2008  | Mount Lemmon Survey                 |
| 707740 | 2011 QW34                | 7 agosto 2011     | Osservatorio astronomico di Maiorca |
| 707741 | 2011 QE43                | 1 gennaio 2009    | Mount Lemmon Survey                 |
| 707742 | 2011 QE45                | 28 agosto 2011    | Pan-STARRS                          |
| 707743 | 2011 QT45                | 28 agosto 2011    | T. V. Kryachko, B. Satovskij        |
| 707744 | 2011 QC47                | 30 agosto 2011    | Spacewatch                          |
| 707745 | 2011 QN48                | 10 settembre 2007 | CSS                                 |
| 707746 | 2011 QN49                | 23 agosto 1998    | Spacewatch                          |
| 707747 | 2011 QQ53                | 28 luglio 2011    | Pan-STARRS                          |
| 707748 | 2011 QL58                | 11 ottobre 2007   | Mount Lemmon Survey                 |
| 707749 | 2011 QA59                | 13 novembre 2007  | Spacewatch                          |
| 707750 | 2011 QV65                | 24 agosto 2011    | Pan-STARRS                          |
| 707751 | 2011 QW66                | 26 agosto 2011    | Pan-STARRS                          |
| 707752 | 2011 QH67                | 27 agosto 2011    | Y. Ivaščenko, P. Kyrylenko          |
| 707753 | 2011 QM67                | 20 agosto 2011    | Pan-STARRS                          |
| 707754 | 2011 QG69                | 23 agosto 2011    | Y. Ivaščenko, P. Kyrylenko          |
| 707755 | 2011 QQ71                | 28 agosto 2011    | Pan-STARRS                          |
| 707756 | 2011 QJ73                | 18 marzo 2009     | Spacewatch                          |
| 707757 | 2011 QP73                | 20 agosto 2011    | Pan-STARRS                          |
| 707758 | 2011 QH75                | 28 luglio 2011    | Pan-STARRS                          |
| 707759 | 2011 QC76                | 23 agosto 2011    | L. Elenin                           |
| 707760 | 2011 QY78                | 23 agosto 2011    | Pan-STARRS                          |
| 707761 | 2011 QX79                | 23 agosto 2011    | Pan-STARRS                          |
| 707762 | 2011 QK81                | 20 gennaio 2009   | CSS                                 |
| 707763 | 2011 QE82                | 25 aprile 2004    | Spacewatch                          |
| 707764 | 2011 QG83                | 4 aprile 2005     | Mount Lemmon Survey                 |
| 707765 | 2011 QY83                | 1 febbraio 2005   | Spacewatch                          |
| 707766 | 2011 QK84                | 24 agosto 2011    | Pan-STARRS                          |
| 707767 | 2011 QF92                | 30 agosto 2011    | Pan-STARRS                          |
| 707768 | 2011 QY95                | 30 agosto 2011    | Pan-STARRS                          |
| 707769 | 2011 QY99                | 31 gennaio 2009   | Mount Lemmon Survey                 |
| 707770 | 2011 QW101               | 23 dicembre 2012  | Pan-STARRS                          |
| 707771 | 2011 QH102               | 7 ottobre 2016    | Mount Lemmon Survey                 |
| 707772 | 2011 QO105               | 22 agosto 2011    | Osservatorio astronomico di Maiorca |
| 707773 | 2011 QC108               | 5 novembre 2016   | Mount Lemmon Survey                 |
| 707774 | 2011 QT108               | 20 agosto 2011    | Pan-STARRS                          |
| 707775 | 2011 QG110               | 23 agosto 2011    | Pan-STARRS                          |
| 707776 | 2011 QN111               | 20 agosto 2011    | Pan-STARRS                          |
| 707777 | 2011 QQ111               | 23 agosto 2011    | Pan-STARRS                          |
| 707778 | 2011 QJ112               | 21 agosto 2011    | Pan-STARRS                          |
| 707779 | 2011 QT112               | 28 agosto 2011    | Pan-STARRS                          |
| 707780 | 2011 QU112               | 24 agosto 2011    | Pan-STARRS                          |
| 707781 | 2011 QS114               | 31 agosto 2011    | Pan-STARRS                          |
| 707782 | 2011 QV114               | 24 agosto 2011    | Pan-STARRS                          |
| 707783 | 2011 QE115               | 4 dicembre 2002   | Kitt Peak Obs.                      |
| 707784 | 2011 RU2                 | 9 novembre 2004   | Osservatorio di Mauna Kea           |
| 707785 | 2011 RE7                 | 5 settembre 2011  | Pan-STARRS                          |
| 707786 | 2011 RO10                | 18 maggio 2002    | NEAT                                |
| 707787 | 2011 RA11                | 4 settembre 2011  | Pan-STARRS                          |
| 707788 | 2011 RE13                | 8 settembre 2011  | Pan-STARRS                          |
| 707789 | 2011 RA14                | 2 settembre 2011  | Pan-STARRS                          |
| 707790 | 2011 RQ15                | 16 novembre 2003  | SDSS Collaboration                  |
| 707791 | 2011 RO20                | 4 settembre 2011  | Pan-STARRS                          |
| 707792 | 2011 RE25                | 7 settembre 2011  | Spacewatch                          |
| 707793 | 2011 RG26                | 4 settembre 2011  | Pan-STARRS                          |
| 707794 | 2011 RS27                | 16 marzo 2004     | Spacewatch                          |
| 707795 | 2011 RH29                | 4 settembre 2011  | Pan-STARRS                          |
| 707796 | 2011 RD31                | 8 settembre 2011  | Spacewatch                          |
| 707797 | 2011 RQ31                | 2 settembre 2011  | Pan-STARRS                          |
| 707798 | 2011 RY31                | 4 settembre 2011  | Pan-STARRS                          |
| 707799 | 2011 RZ31                | 4 settembre 2011  | Pan-STARRS                          |
| 707800 | 2011 RH32                | 4 settembre 2011  | Pan-STARRS                          |

## 707801–707900
| Nome   | Designazione provvisoria | Data di scoperta  | Scopritore                          |
| ------ | ------------------------ | ----------------- | ----------------------------------- |
| 707801 | 2011 RG34                | 8 settembre 2011  | Pan-STARRS                          |
| 707802 | 2011 SM3                 | 23 agosto 2011    | Pan-STARRS                          |
| 707803 | 2011 SY4                 | 25 settembre 2006 | Spacewatch                          |
| 707804 | 2011 SA8                 | 27 agosto 2011    | Pan-STARRS                          |
| 707805 | 2011 SK12                | 19 settembre 2011 | LINEAR                              |
| 707806 | 2011 SE14                | 30 agosto 2011    | Pan-STARRS                          |
| 707807 | 2011 SM15                | 30 agosto 2011    | Pan-STARRS                          |
| 707808 | 2011 SL20                | 4 settembre 2002  | NEAT                                |
| 707809 | 2011 SK21                | 20 settembre 2011 | Pan-STARRS                          |
| 707810 | 2011 SY26                | 20 agosto 2011    | Pan-STARRS                          |
| 707811 | 2011 SU38                | 3 novembre 2007   | Spacewatch                          |
| 707812 | 2011 SP40                | 4 ottobre 2002    | LONEOS                              |
| 707813 | 2011 SR41                | 18 settembre 2011 | Mount Lemmon Survey                 |
| 707814 | 2011 SL45                | 19 settembre 2011 | Mount Lemmon Survey                 |
| 707815 | 2011 SD46                | 19 settembre 2011 | Mount Lemmon Survey                 |
| 707816 | 2011 SO48                | 19 ottobre 2006   | L. H. Wasserman                     |
| 707817 | 2011 SX50                | 3 febbraio 2009   | Spacewatch                          |
| 707818 | 2011 SP52                | 8 settembre 2011  | Spacewatch                          |
| 707819 | 2011 SZ54                | 20 febbraio 2009  | Spacewatch                          |
| 707820 | 2011 SB55                | 23 settembre 2011 | Pan-STARRS                          |
| 707821 | 2011 SP56                | 23 settembre 2011 | Pan-STARRS                          |
| 707822 | 2011 SZ56                | 23 settembre 2011 | Pan-STARRS                          |
| 707823 | 2011 SV58                | 9 settembre 2007  | Spacewatch                          |
| 707824 | 2011 SE59                | 10 ottobre 2007   | Mount Lemmon Survey                 |
| 707825 | 2011 SQ59                | 7 aprile 2006     | Spacewatch                          |
| 707826 | 2011 SS62                | 23 agosto 2011    | Osservatorio astronomico di Maiorca |
| 707827 | 2011 SF66                | 20 settembre 2011 | Pan-STARRS                          |
| 707828 | 2011 SU66                | 26 febbraio 2004  | M. W. Buie, D. E. Trilling          |
| 707829 | 2011 SA70                | 12 ottobre 2007   | Mount Lemmon Survey                 |
| 707830 | 2011 SU72                | 7 novembre 2005   | Osservatorio di Mauna Kea           |
| 707831 | 2011 SL73                | 13 novembre 2007  | Spacewatch                          |
| 707832 | 2011 SP75                | 20 gennaio 2009   | Spacewatch                          |
| 707833 | 2011 SL81                | 20 settembre 2011 | Mount Lemmon Survey                 |
| 707834 | 2011 SB83                | 27 luglio 2011    | Pan-STARRS                          |
| 707835 | 2011 SY85                | 21 settembre 2011 | Spacewatch                          |
| 707836 | 2011 SZ85                | 21 settembre 2011 | Spacewatch                          |
| 707837 | 2011 SB86                | 21 settembre 2011 | Spacewatch                          |
| 707838 | 2011 SZ89                | 13 settembre 2002 | AMOS                                |
| 707839 | 2011 SQ91                | 3 ottobre 2002    | LINEAR                              |
| 707840 | 2011 SL92                | 10 ottobre 2002   | NEAT                                |
| 707841 | 2011 SK96                | 10 dicembre 2005  | Spacewatch                          |
| 707842 | 2011 SU97                | 21 settembre 2011 | CSS                                 |
| 707843 | 2011 SR98                | 22 febbraio 2009  | Spacewatch                          |
| 707844 | 2011 SV99                | 11 ottobre 2006   | Osservatorio di Mauna Kea           |
| 707845 | 2011 SA104               | 23 settembre 2011 | Spacewatch                          |
| 707846 | 2011 SH105               | 23 settembre 2011 | Spacewatch                          |
| 707847 | 2011 SY110               | 19 settembre 2011 | CSS                                 |
| 707848 | 2011 SM119               | 25 settembre 2011 | L. Bernasconi                       |
| 707849 | 2011 SV122               | 30 ottobre 2002   | NEAT                                |
| 707850 | 2011 SV123               | 27 agosto 2006    | Spacewatch                          |
| 707851 | 2011 SK127               | 23 settembre 2011 | Pan-STARRS                          |
| 707852 | 2011 SM128               | 4 settembre 2002  | NEAT                                |
| 707853 | 2011 SO130               | 23 settembre 2011 | Pan-STARRS                          |
| 707854 | 2011 SK138               | 21 ottobre 2006   | Spacewatch                          |
| 707855 | 2011 SX139               | 23 settembre 2011 | Pan-STARRS                          |
| 707856 | 2011 ST145               | 16 agosto 2002    | Spacewatch                          |
| 707857 | 2011 ST147               | 26 settembre 2011 | Mount Lemmon Survey                 |
| 707858 | 2011 SU147               | 26 settembre 2011 | Mount Lemmon Survey                 |
| 707859 | 2011 SB148               | 11 marzo 2005     | Mount Lemmon Survey                 |
| 707860 | 2011 SU149               | 26 settembre 2011 | Pan-STARRS                          |
| 707861 | 2011 SW156               | 26 settembre 2011 | Pan-STARRS                          |
| 707862 | 2011 SP159               | 13 settembre 2004 | NEAT                                |
| 707863 | 2011 SE160               | 8 marzo 2008      | Mount Lemmon Survey                 |
| 707864 | 2011 SB161               | 23 settembre 2011 | Spacewatch                          |
| 707865 | 2011 SN161               | 29 dicembre 2008  | Mount Lemmon Survey                 |
| 707866 | 2011 SJ162               | 23 settembre 2011 | Spacewatch                          |
| 707867 | 2011 SD164               | 26 settembre 2006 | Spacewatch                          |
| 707868 | 2011 SV164               | 23 settembre 2011 | Pan-STARRS                          |
| 707869 | 2011 SL169               | 22 settembre 2003 | Spacewatch                          |
| 707870 | 2011 SB171               | 28 settembre 2011 | Mount Lemmon Survey                 |
| 707871 | 2011 SE171               | 28 settembre 2011 | Mount Lemmon Survey                 |
| 707872 | 2011 SF172               | 20 settembre 2011 | Mount Lemmon Survey                 |
| 707873 | 2011 SK178               | 11 marzo 2003     | Spacewatch                          |
| 707874 | 2011 SY184               | 26 settembre 2011 | Spacewatch                          |
| 707875 | 2011 SP193               | 8 settembre 2011  | Spacewatch                          |
| 707876 | 2011 SW193               | 26 settembre 2011 | Pan-STARRS                          |
| 707877 | 2011 SN195               | 2 aprile 2006     | Spacewatch                          |
| 707878 | 2011 SS199               | 18 settembre 2011 | Mount Lemmon Survey                 |
| 707879 | 2011 SK202               | 18 settembre 2011 | Mount Lemmon Survey                 |
| 707880 | 2011 SC205               | 20 settembre 2011 | Spacewatch                          |
| 707881 | 2011 SM207               | 31 gennaio 2009   | Spacewatch                          |
| 707882 | 2011 SF208               | 30 dicembre 2008  | Mount Lemmon Survey                 |
| 707883 | 2011 SQ216               | 8 aprile 2010     | Spacewatch                          |
| 707884 | 2011 SE218               | 20 ottobre 1998   | LONEOS                              |
| 707885 | 2011 SP226               | 23 settembre 2011 | L. Elenin                           |
| 707886 | 2011 SY226               | 3 novembre 2007   | Spacewatch                          |
| 707887 | 2011 SZ233               | 1 ottobre 2011    | Spacewatch                          |
| 707888 | 2011 SF235               | 23 settembre 2011 | W. Bickel                           |
| 707889 | 2011 SG238               | 26 settembre 2011 | Mount Lemmon Survey                 |
| 707890 | 2011 SL239               | 12 marzo 2010     | Spacewatch                          |
| 707891 | 2011 SU239               | 26 settembre 2011 | Mount Lemmon Survey                 |
| 707892 | 2011 SB245               | 14 novembre 2007  | Spacewatch                          |
| 707893 | 2011 SQ247               | 10 marzo 2010     | Osservatorio astronomico di Maiorca |
| 707894 | 2011 SW247               | 29 settembre 2011 | CSS                                 |
| 707895 | 2011 SS251               | 13 settembre 2007 | Mount Lemmon Survey                 |
| 707896 | 2011 SU252               | 8 settembre 2011  | Spacewatch                          |
| 707897 | 2011 SP254               | 23 agosto 2011    | Pan-STARRS                          |
| 707898 | 2011 SR255               | 28 agosto 2002    | NEAT                                |
| 707899 | 2011 SM259               | 15 ottobre 2002   | NEAT                                |
| 707900 | 2011 ST261               | 16 ottobre 2002   | NEAT                                |

## 707901–708000
| Nome   | Designazione provvisoria | Data di scoperta  | Scopritore          |
| ------ | ------------------------ | ----------------- | ------------------- |
| 707901 | 2011 SA262               | 2 novembre 2007   | Spacewatch          |
| 707902 | 2011 SV264               | 2 settembre 2011  | Pan-STARRS          |
| 707903 | 2011 SG265               | 4 settembre 2011  | Spacewatch          |
| 707904 | 2011 SG269               | 26 settembre 1998 | Spacewatch          |
| 707905 | 2011 SX279               | 24 settembre 2011 | Pan-STARRS          |
| 707906 | 2011 SM280               | 28 settembre 2011 | Spacewatch          |
| 707907 | 2011 SQ280               | 18 agosto 2006    | NEAT                |
| 707908 | 2011 SS281               | 25 settembre 2011 | Pan-STARRS          |
| 707909 | 2011 SD282               | 6 dicembre 2012   | Mount Lemmon Survey |
| 707910 | 2011 ST282               | 20 settembre 2011 | Spacewatch          |
| 707911 | 2011 SC284               | 26 settembre 2011 | Pan-STARRS          |
| 707912 | 2011 SJ286               | 27 ottobre 2016   | Spacewatch          |
| 707913 | 2011 SX286               | 24 settembre 2011 | Mount Lemmon Survey |
| 707914 | 2011 SK287               | 24 settembre 2011 | Pan-STARRS          |
| 707915 | 2011 SQ287               | 25 luglio 2015    | Pan-STARRS          |
| 707916 | 2011 SZ288               | 23 settembre 2011 | Pan-STARRS          |
| 707917 | 2011 SJ289               | 24 settembre 2011 | Mount Lemmon Survey |
| 707918 | 2011 SK290               | 12 settembre 2015 | Pan-STARRS          |
| 707919 | 2011 SV295               | 24 settembre 2011 | Pan-STARRS          |
| 707920 | 2011 SD297               | 22 ottobre 2016   | Spacewatch          |
| 707921 | 2011 SL297               | 21 settembre 2011 | Mount Lemmon Survey |
| 707922 | 2011 SL298               | 20 gennaio 2013   | Spacewatch          |
| 707923 | 2011 SQ303               | 27 settembre 2016 | Pan-STARRS          |
| 707924 | 2011 SQ304               | 28 settembre 2011 | Mount Lemmon Survey |
| 707925 | 2011 ST306               | 23 settembre 2011 | Pan-STARRS          |
| 707926 | 2011 SA308               | 26 settembre 2011 | Mount Lemmon Survey |
| 707927 | 2011 SL308               | 30 settembre 2011 | Spacewatch          |
| 707928 | 2011 SV309               | 26 settembre 2011 | Pan-STARRS          |
| 707929 | 2011 SU310               | 24 settembre 2011 | Pan-STARRS          |
| 707930 | 2011 SD312               | 29 settembre 2011 | M. Klein            |
| 707931 | 2011 SM312               | 30 settembre 2011 | Spacewatch          |
| 707932 | 2011 SN313               | 21 settembre 2011 | Mount Lemmon Survey |
| 707933 | 2011 SQ313               | 24 settembre 2011 | Pan-STARRS          |
| 707934 | 2011 SU313               | 21 settembre 2011 | Mount Lemmon Survey |
| 707935 | 2011 SY313               | 23 settembre 2011 | Spacewatch          |
| 707936 | 2011 SZ313               | 23 settembre 2011 | Pan-STARRS          |
| 707937 | 2011 SB314               | 25 settembre 2011 | Pan-STARRS          |
| 707938 | 2011 SD314               | 20 settembre 2011 | Spacewatch          |
| 707939 | 2011 SH315               | 20 settembre 2011 | Mount Lemmon Survey |
| 707940 | 2011 SP317               | 23 settembre 2011 | Pan-STARRS          |
| 707941 | 2011 SW317               | 25 settembre 2011 | Pan-STARRS          |
| 707942 | 2011 SU319               | 20 settembre 2011 | Pan-STARRS          |
| 707943 | 2011 SZ320               | 23 settembre 2011 | Pan-STARRS          |
| 707944 | 2011 SK321               | 21 settembre 2011 | Mount Lemmon Survey |
| 707945 | 2011 SP321               | 19 settembre 2011 | Mount Lemmon Survey |
| 707946 | 2011 SA322               | 26 settembre 2011 | Spacewatch          |
| 707947 | 2011 SK322               | 20 settembre 2011 | Mount Lemmon Survey |
| 707948 | 2011 SL322               | 28 settembre 2011 | Mount Lemmon Survey |
| 707949 | 2011 SZ322               | 20 settembre 2011 | Pan-STARRS          |
| 707950 | 2011 SM323               | 23 settembre 2011 | Pan-STARRS          |
| 707951 | 2011 SQ323               | 23 settembre 2011 | Spacewatch          |
| 707952 | 2011 SK326               | 23 settembre 2011 | Pan-STARRS          |
| 707953 | 2011 SN328               | 18 settembre 2011 | Mount Lemmon Survey |
| 707954 | 2011 SW330               | 26 settembre 2011 | Pan-STARRS          |
| 707955 | 2011 SF332               | 18 marzo 2010     | Mount Lemmon Survey |
| 707956 | 2011 SN333               | 18 settembre 2011 | Mount Lemmon Survey |
| 707957 | 2011 SH338               | 18 settembre 2011 | Mount Lemmon Survey |
| 707958 | 2011 SL339               | 24 settembre 2011 | Pan-STARRS          |
| 707959 | 2011 SM339               | 24 settembre 2011 | Mount Lemmon Survey |
| 707960 | 2011 SU343               | 21 settembre 2011 | Mount Lemmon Survey |
| 707961 | 2011 SB346               | 23 settembre 2011 | Pan-STARRS          |
| 707962 | 2011 SA354               | 26 settembre 2011 | Pan-STARRS          |
| 707963 | 2011 SD355               | 20 settembre 2011 | Pan-STARRS          |
| 707964 | 2011 SE355               | 26 settembre 2011 | Pan-STARRS          |
| 707965 | 2011 SP359               | 20 settembre 2011 | Pan-STARRS          |
| 707966 | 2011 TJ4                 | 1 ottobre 2011    | K. Sárneczky        |
| 707967 | 2011 TE5                 | 4 ottobre 2011    | K. Sárneczky        |
| 707968 | 2011 TG7                 | 14 novembre 2007  | Spacewatch          |
| 707969 | 2011 TE9                 | 1 agosto 2000     | LINEAR              |
| 707970 | 2011 TG9                 | 30 aprile 2009    | Spacewatch          |
| 707971 | 2011 TG15                | 2 ottobre 2011    | L. Elenin           |
| 707972 | 2011 TX17                | 26 settembre 2011 | Mount Lemmon Survey |
| 707973 | 2011 TK21                | 1 ottobre 2011    | Spacewatch          |
| 707974 | 2011 TL21                | 3 ottobre 2011    | Mount Lemmon Survey |
| 707975 | 2011 TN21                | 4 ottobre 2011    | L. Bernasconi       |
| 707976 | 2011 TC23                | 26 febbraio 2009  | Spacewatch          |
| 707977 | 2011 TE23                | 1 ottobre 2011    | Spacewatch          |
| 707978 | 2011 UJ                  | 6 ottobre 2002    | NEAT                |
| 707979 | 2011 UR1                 | 16 ottobre 2011   | Spacewatch          |
| 707980 | 2011 UE2                 | 21 settembre 2011 | Spacewatch          |
| 707981 | 2011 UX7                 | 18 ottobre 2011   | Mount Lemmon Survey |
| 707982 | 2011 UV10                | 6 ottobre 2004    | NEAT                |
| 707983 | 2011 UN11                | 2 settembre 2011  | Pan-STARRS          |
| 707984 | 2011 UY14                | 17 ottobre 2011   | Spacewatch          |
| 707985 | 2011 UD15                | 17 ottobre 2011   | Spacewatch          |
| 707986 | 2011 UK19                | 17 novembre 2007  | Spacewatch          |
| 707987 | 2011 UY22                | 8 novembre 2007   | Spacewatch          |
| 707988 | 2011 UN28                | 20 ottobre 2006   | Spacewatch          |
| 707989 | 2011 UK29                | 17 ottobre 2011   | Pan-STARRS          |
| 707990 | 2011 UC30                | 30 agosto 2006    | LONEOS              |
| 707991 | 2011 UT32                | 11 settembre 2002 | NEAT                |
| 707992 | 2011 UK33                | 18 gennaio 2004   | Spacewatch          |
| 707993 | 2011 UK40                | 13 marzo 2010     | Mount Lemmon Survey |
| 707994 | 2011 UO40                | 28 settembre 2011 | Mount Lemmon Survey |
| 707995 | 2011 UP42                | 23 settembre 2011 | Spacewatch          |
| 707996 | 2011 UJ43                | 1 ottobre 2011    | Spacewatch          |
| 707997 | 2011 UL43                | 22 settembre 2011 | Spacewatch          |
| 707998 | 2011 UW46                | 28 settembre 2011 | Mount Lemmon Survey |
| 707999 | 2011 UX49                | 24 settembre 2005 | Spacewatch          |
| 708000 | 2011 UM50                | 19 febbraio 2009  | Mount Lemmon Survey |